# 奥克夏沼区

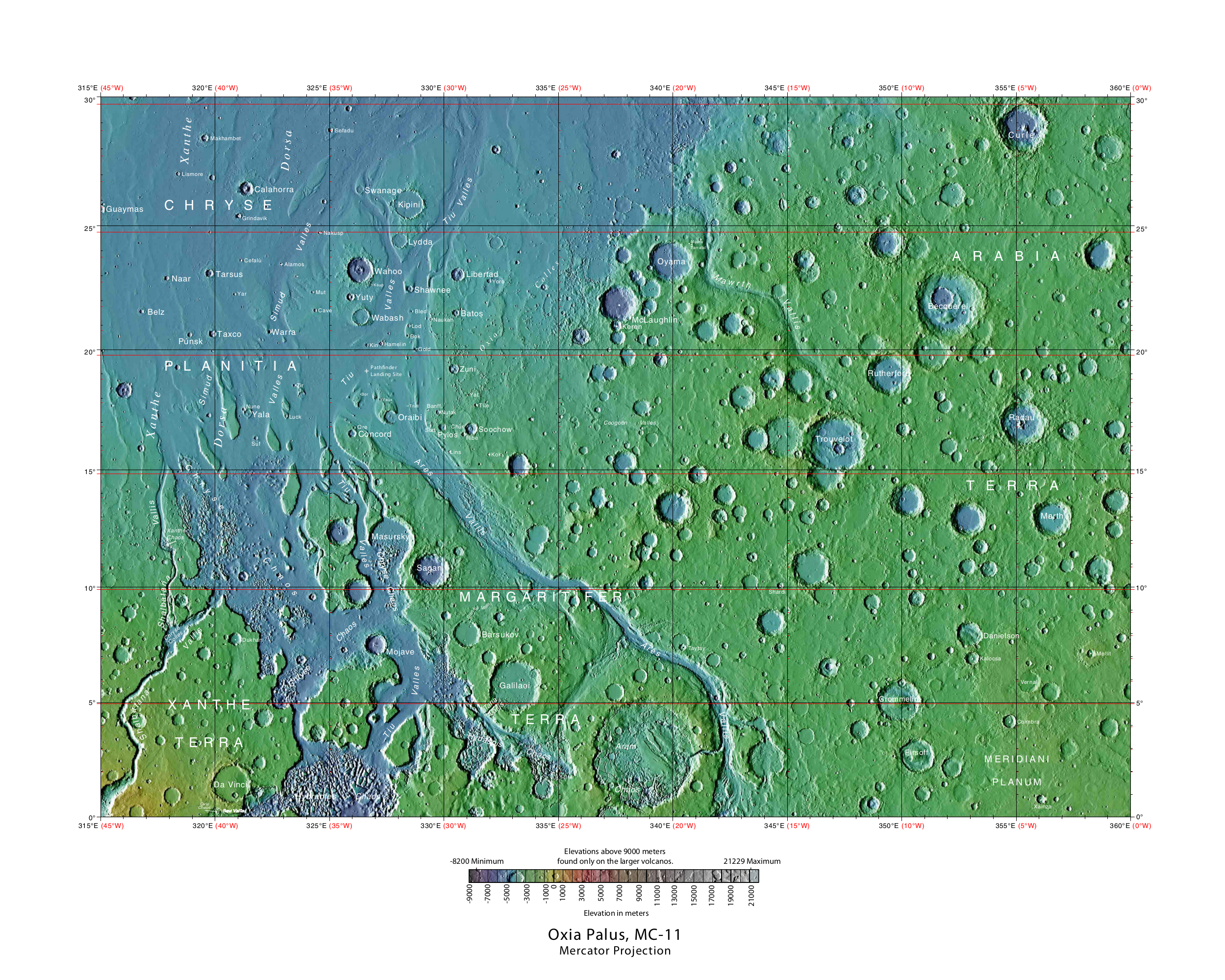
奥克夏沼区

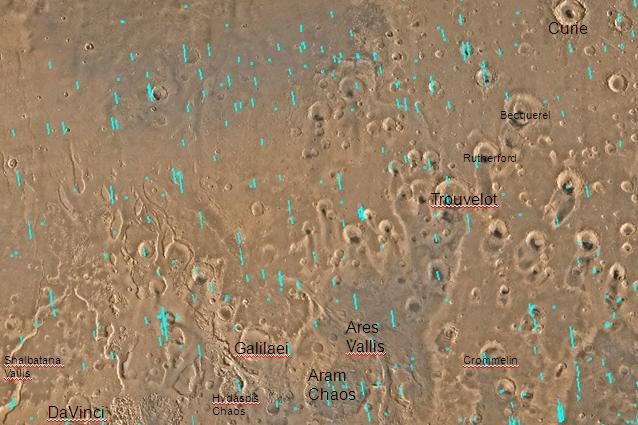
奥克夏沼区

奥克夏沼区是美国地质调查局太空地质学研究计划（Astrogeology Research Program）对火星表面划分的30个区域之一，编号为MC-11。
奥克夏沼区覆盖了火星西经0°至45°、北纬0°至30°的区域。火星拓荒者号1997年7月4日在火星上的着陆点（19.13°N，33.22°W）便位于该区。